# Ramón Llorens
Ramón Llorens Pujadas (Barcelona, España 1 de noviembre de 1906 — ibídem, 4 de febrero de 1985) fue un futbolista y entrenador de fútbol español de la década de 1930.

## Trayectoria

FC Barcelona 1928-1929

Nacido en el barrio barcelonés del Pueblo Seco, llegó muy joven al FC Barcelona, donde pasó toda su carrera deportiva. No llegó a ser titular indiscutible del primer equipo, siendo reemplazado por Franz Platko y Juan José Nogués posteriormente. En 1933 el club le dio la baja pero no dejó de cobrar hasta 1946. En total jugó 142 partidos con el club. Posteriormente pasó al cuadro técnico. El 15 de junio de 1952 tuvo una disputa en el Camp de Les Corts en un partido de homenaje a Ramón Llorens que enfrentó al FC Barcelona con el Olympique de Niza donde lograron ganar 8 a 2.  El 6 de septiembre de 1981 se disputó otro nuevo partido de homenaje organizado por la UE Poble Sec. Falleció el 4 de febrero de 1985 con 78 años.
Una peña del club localizada en Rubí lleva su nombre.

### Como jugador
| Club            | País   | Año       |
| --------------- | ------ | --------- |
| F. C. Barcelona | España | 1921-1938 |

### Como entrenador
| Club            | País   | Año       |
| --------------- | ------ | --------- |
| U.E. Lleida     | España | 1942-1943 |
| F. C. Barcelona | España | 1950      |

## Selección
| Selección                       | País     | Año       |
| ------------------------------- | -------- | --------- |
| Selección de fútbol de Cataluña | Cataluña | 1927-1936 |